# Saünc
Saünc és un poble de la vall de Benasc, cap del municipi del seu nom, al qual pertanyen els pobles de Grist i Eressué. Es troba en un ampli vessant junt al barranc de Llisat.
Té un nucli urbà típic de les poblacions pirinenques, amb una església d'origen romànic amb moltes modificacions renaixentistes. A pocs minuts del poble hi ha el santuari de Goient o Guaient, erigit al segle XI. En el municipi de Saünc està la Vall dels Ivons, capçalera de la vall de Grist. La temperatura mitjana anual és de 10,3° i la precipitació anual, 1300 mm.

## El municipi
Saünc, amb 76.02 km², és el segon en extensió de la vall de Benasc. Limita a l'W amb la Vall de Gistau, al S amb Gia, Vilanova d'Éssera, Sessué i al NE i N amb Benasc. Comprèn, amés del poble de Saünc, cap del municipi, el de Grist i el lloc d'Eressué, penjat sobre un replà de la conca glacial de l'Éssera, i s'estén des dels vessants sud-orientals dels pics de Posets (3.371 m), de Bagüenyola (3.009 m), Barbarissa (2.665 m) fins a la vall de l'Éssera, on hi ha Grist, i el travessa vers Eressué; de N a S agafa la glacera i pic d'Escorbets (2.209 m), la vall de l'aigüeta de Grist, formada pel torrent de Llardaneta i el barranc del Ivons, alhora que rep per la dreta l'aigüeta de la Vall, que té com a capçalera la vall de Bagüenya. La Vall de Saünc pròpiament dita, a la dreta de l'Éssera, és drenada pel torrent de Llisat, que davalla de l'estany de Barbarissa i arreplega les aigües de nombrosos afluents.

## Agricultura
El territori conreat del terme de Saünc només cobreix unes 200 ha sobre més de 3.500. Conreus i prades ocupen llocs diferents. Aquells, amb extensions molt desiguals, es localitzen, entre els 1.000 i 1.200 m, sobre els terraplens dels morens de les geleres i principalment al con de dejecció acumulat pel barranc de les Cambres i on es troba instal·lat Saünc. La dificultat d'irrigar aquestes terrasses, amb murs de pedra de 2 a 3 m d'altura, a causa de l'encaixament de l'Éssera, explica que siguin dedicades a ser llaurades i presentin un paisatge despullat. L'altre territori de conreu és a una hora lluny del poble, aigua amunt del torrent de Llisat, vers el 1.000 m d'altitud, on un seguit de replans han estat posats en terrasses formant dues partides: el Panar de la Sila i el Panar de Llisat, totes dues envoltades de pasturatges. Els prats de sega es localitzen quasi enterament sobre els vessants, allà on el pendís s'hi presta més i on es pot irrigar a partir dels barrancs afluents. Es circumscriuen gairebé a la vall del torrent de Llisat. Pertot, els prats ofereixen un paisatge de boscatge.

## Ramaderia
Les extensions estèrils constitueixen més del 30% del terme municipal. La resta es reparteix entre bosc (pinedes de pi negre, i avetoses, fagedes, i boixedes) i matollar, que cobreix el 94% de les superficies productives. Els boscs són relativament poc importants, ocupen unes 750 ha (22%), de les quals un 40% és matollar, i són característics a l'Obaga els bedolls i a les Cambres el pi negre, que omple unes 180 ha. L'essencial és, doncs, ocupat per pasturatges. Els més extensos, hom els troba a les valls de capçalera, centrada per grans circs lacustres amb algunes geleres, i són aprofitats pel bestiar gros, mentre que els ramats pasturen als vessants, al Port i a Barbarissa, però el bestiar enlloc no supera els 2. 300 m i hom no utilitza el circ granític de l'estany de Barbarissa, deixat als pescadors de truites. Al NE els ramaders van comprar allà pels anys 1980 la part superior de la vall amb bons pasturatges, comunicada per la collada de la Pardina (2.485 m). També hi ha un altre pasturatge a la conca de recepció del barranc de les Cambres, bastant mediocre i replantat també per aquelles dates.
Malgrat la dispersió dels territoris de conreu, amb el nucli principal a la conca de Saünc i els panars de Llisat i de la Sila en una vall afluent, tocant als pasturatges del Port i Barbarissa, el terme de Saünc té l'hàbitat agrupat.
Encara que la talla mitjana de les explotacions sigui 76.6 ha, hom no pot oblidar la importància dels béns col·lectius (més del 75%), tots municipals. Els béns individuals són el 56% en relació amb el conreus amb 1.40 ha per explotació en bons prats irrigats, principalment dedicats a prades. Els agricultors es beneficien dels béns col·lectius directament amb els pasturatges i indirectament amb els boscs i per aço, malgrat la petitesa de les explotacions, la seva renda cadastral es pot comparar amb la dels municipis on la mitjana de les explotacions és molt superior. D'altra banda, les institucions comunitàries sempre han funcionat amb una regularitat perfecta. Així, el ramat oví comunal va pasturar a la tardor --quan baixa de les estives--, avall dels pasturatges del Port, als panars de Llisat o de la Sila i a la solana de l'altre vessant de la ribera, segons els anys; després, a la primavera, els ramats són individuals.

## Els conreus
Els conreus es limiten a cereals i patates al secà, hortalisses amb patates i arbres fruiters al regadiu. El sègol era el principal cereal fins pocs més de la meitat del segle xx, però amb el temps es va anant imposant el blat per a fer la rotació biennal en certs indrets del conreu principal, les lleguminoses farratgeres. L'alfals abasta més del 30%, els prats de sega, sobre un 60%, i la resta altres farratges.

## Economia
L'activitat econòmica principal és la ramaderia, tradicionalment de bestiar oví, avui desplaçada pel bestiar boví. A mitjan segle XIX tenia com a indústria uns pocs telers de roba basta in un molí fariner. El poble de Saünc té un equipament de serveis de poca qualitat i es proveeix pràcticament del que necesita en mercat agrícola de Castilló de Sos. Té una cooperativa de ramaders.

## Saünc elpoble
El poble de Saünc és a la dreta de l'Éssera i s'hi arriba des de la carretera de Benasc a Campo. És a 1.124 m d'altitud, a la solana del con de dejecció del torrent de les Cambres. Té dos carrers principals, que segueixen el vessant, i una plaça davant l'església al seu extrem occidental. Les cases, la majoria amb balcons ornats de flors, rarament es toquen les unes amb les altres, ja que estan separades pels corrals i les corts. Són edificis de pedra grisenca de pagesos o menestrals amb teulades de lloses de llicorella.
Es destaca l'església parroquial dedicada a Sant Joan Baptista, d'origen romànic, bé que molt reformada. Té una sola nau amb volta de canó sobre arcs torals, amb la portada a ponent formada per tres arquivoltes que es perllonguen fins a terra, emmarcades per una altra d'exterior, també de mig punt, ornada amb cinc caparrons, dos d'ells a manera de mènsules. La capçalera és del segle XVII.

## Festes principals
- 24 de juny, en honor a Sant Joan Baptista. La nit del 23 de juny es fan focs.
- 8 de setembre, en honor a La nostra Senyora de Guayent.
- Romiatge a l'ermita de Sant Pere Màrtir, primer cap de setmana de maig.